# كويكب 2006 QV89
الكويكب 2006 QV89 (يكتب أيضًا 2006 QV89 ) هو كويكب أبولو قريب من الأرض، يبلغ قطره حوالي 30 متر (100 قدم) . تم اكتشافه في 29 أغسطس 2006 عندما كان الكويكب على بعد حوالي 0.03 AU (4,500,000 كـم؛ 2,800,000 ميل) من الأرض ولديه استطالة شمسية قدرها 150 درجة.
النقاط الحمراء في الشكل تبين منطقة السماء حيث بحث الفلكيون عن الكويكب 2006 QV89.

## استعادة الرصد
تمت استعادة رؤية الكويكب في 11 أغسطس 2019 بواسطة تلسكوب- كندا -فرنسا -هاواي ، مما أدى إلى تمديد قوس المراقبة من 10 أيام إلى 12 عامًا على مداره. سيعمل الكويكب 2006 QV89 على الاقتراب من الأرض في 27 سبتمبر 2019 ليكون على مسافة 0.0463 AU (6,930,000 كـم؛ 4,300,000 ميل) منا. المدار في أغسطس 2019 سوف يكون على بعد حوالي 600000 أكثر بعدا عن الأرض عنه عند حلول عام 2006. تمت إزالته من جدول مخاطر الحراسة في 11 أغسطس 2019.

## اصطدام بالأرض المحتمل
الكويكب  2006 QV  89 ذو مدار بزاوية 1.07 درجة بالنسبةإلى الميل المداري بالنسبة لمستوى مسيرة الشمس والأرض - MOID من 10200 كم فقط. كان مكان وجود الأرض في تاريخ معين معروفًا ، ولكن بالنظر إلى قوس المراقبة القديم والقصير نسبيًا (10 أيام في عام 2006) ، لا يمكن التنبؤ بدقة بمكان وجود الكويكب في مداره. بناءً على البيانات المتاحة ، أظهر جدول مخاطر الحراسة ما يقدر بـ 1 من 9100 فرصة للكويكب للاصطدام بالأرض في 9 سبتمبر 2019. طبقا لنظام JPL Horizons كانت في 9 سبتمبر 2019 المسافة للأرض 0.05 AU (7,500,000 كـم؛ 4,600,000 ميل) مع 3-سيجما عدم اليقين من  ± 10 مليون كم. أدرجت NEODyS أيضًا المسافة الاسمية للأرض في 9 سبتمبر 2019 كـ 0.05 AU (7,500,000 كـم؛ 4,600,000 ميل). أدرجت وكالة الفضاء الأوروبية احتمالات التأثير بمعدل 1 في 7300 في 9 سبتمبر 2019
أظهرت محاكاة مونت كارلو الحاسوبية باستخدام حاسوب Solex 12 مع 1000 موقع للكويكب أن المواقع المحتملة للكويكب تتداخل مع الأرض. يمر خط التغير (LOV) فوق القارة القطبية الجنوبية والطرف الجنوبي للأرجنتين .

### تم استبعاد الاصطدام
في حين أن موقع الكويكب كان غير مؤكدا للغاية اعتبارًا من يوليو 2019 لاستعادة مشاهدته ، فقد كان مكانه معروفًا إذا كان في مسار تصادم. استنادًا إلى عدم وجود مشاهدات في الفترة من 4 إلى 5 يوليو 2019 ، تم استبعاد التصادم في 16 يوليو 2019 ، باستخدام التلسكوب الكبير جدًا في تشيلي. قد يكون اكتشاف (أو عدم مشاهدة ) كويكبات بهذه الطريقة مفيدًا بغرض استبعاد اصطدامات محتملة أخرى.
ظهر الكويكب في مواجهة (مقابل الشمس في السماء) في 28 يوليو 2019 بقدر ظاهري (لمعان) يبلغ 22 تقريبًا.

## أنظر أيضا
- كويكب 2023 CX1
- 2018 VP1
- 2020 VV
- 2022 EB5

## روابط خارجية
- SETI تحدث مع فرانك مارشيس ومايكل بوش
- 2006 QV89
- 2006 QV89
- 2006 QV89

1. ↑  (0.0463 − 0.0422) * 149597870.7 km =  613351 km